# Таранин, Георгий Анатольевич
Георгий Анатольевич Таранин (род. 04 мая 2002, Санкт-Петербург) — российский спортсмен, специализирующийся в игре в шашки, бронзовый призёр чемпионата мира по русским шашкам в классической программе (2022), чемпион России в командном зачёте (2022), серебряный призёр командного чемпионата мира (2021) в быстрой и классической программах. Обладатель кубка России в быстрой программе (2020). Многократный чемпион первенств России, Европы и Мира.
Международный гроссмейстер (2022).

### Биография
Георгий Таранин родился в Архангельске, позже с семьей переехали в Северодвинск (Ягры). С 2009 года учился в Ягринской гимназии, занимался у тренера Ярославцева Анатолия Ивановича. В 2015 году получил звание Мастера спорта России. В 2020 году поступил в Национальный государственный университет физической культуры, спорта и здоровья имени П.Ф. Лесгафта на кафедру неолимпийских видов спорта, представляет Санкт-Петербург, тренер — Владимир Лангин. В 2024 году окончил университет, получив звание бакалавра. Ведет тренерскую деятельность с 2020 года. 